# 藤森秀夫

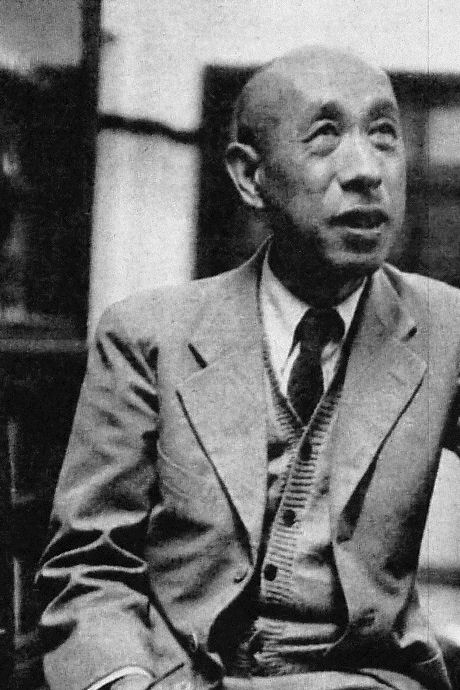
藤森秀夫

藤森 秀夫（ふじもり ひでお、1894年(明治27年)3月1日 - 1962年(昭和37年)12月20日）は、日本のドイツ文学者、童謡作家。別名に藤太彦。

## 経歴
長野県南安曇郡豊科村（現・安曇野市）新田の医師 藤森与八郎 長男として池田町で出生。北安曇郡池田町村で育ち、6歳時に豊科村に戻る。旧制松本中学（長野県松本深志高等学校）、旧制第一高等学校を経て、1918年東京帝国大学文学部独文科卒。旧制第五高等学校、旧制富山高等学校、旧制第四高等学校、明治大学、慶應義塾大学、金沢大学で教授を務めた。
ゲーテ、ハイネを研究。相馬泰三の紹介で『童話』に『めえめえ小山羊』（本居長世作曲）の訳詞で童謡を書いた。その他の童謡には、山田耕筰の作曲による『鶯』、『栞』等がある。

## 著書
- 『こけもゝ 詩集』文武堂 1919
- 『フリヂャ 小唄集』金星堂 1921
- 『若き日影 小曲集』交蘭社 1923
- 『紫水晶 詩集』金星堂 1927
- 『稲 詩謡集』光奎社 1929
- 『三ッの鍵 短篇集』南陽堂出版部 1932

### 翻訳
- 『近代独逸名詩選』郁文堂対訳叢書 1922
- 『シュトルム小品集』郁文堂独和対訳叢書 1926
- 『ゲエテ詩集』聚英閣 1927
- 『ハイネ詩集』東西文庫 1947